# Golpe de Sorte
Golpe de Sorte é uma série portuguesa produzida pela Coral Europa para a SIC. Escrita por Vera Sacramento, tem a colaboração de Ana Vasques, Elisabete Moreira, Ricardo Silveirinha, Roberto Pereira, Sebastião Salgado, Susana Tavares e Lígia Dias como guionistas, a direção de Carlos Dante, a direção de atores de Cátia Ribeiro, a direção de produção de António Gonçalo e Alexandre Hachmeister e a realização de Carlos Dante, Diego Schiemann e Luis Pamplona. Composta por 238 episódios divididos entre 4 temporadas e ainda um telefilme de natal, foi exibida de 27 de maio de 2019 e 20 de fevereiro de 2021. A série segue a vida de uma vendedora de frutas num mercado que é cercada por um turbilhão quando ganha o Euromilhões.
A série apresenta Maria João Abreu, Dânia Neto, Jorge Corrula, Manuela Maria, José Raposo, Isabela Valadeiro, Ângelo Rodrigues e Carolina Carvalho no elenco principal. Diana Chaves, Pedro Barroso, Madalena Almeida, Diogo Martins e Mariana Pacheco juntaram-se ao elenco em temporadas posteriores.
A primeira produção, que corresponde às três primeiras temporadas, foi exibida de 27 de maio a 10 de novembro de 2019, substituindo Vidas Opostas e sendo substituída por Terra Brava. A sua segunda produção, correspondente ao telefilme de natal intitulado de Golpe de Sorte: Um Conto de Natal e à quarta e última temporada, teve exibido o seu telefilme a 21 de dezembro de 2019, enquanto que a quarta temporada foi exibida de 14 de setembro de 2020 a 20 de fevereiro de 2021, substituindo a 1.ª parte de Amor de Mãe e sendo substituída por Tempo de Amar.

## Sinopse
| “ | Somos verdadeiramente ricos quando temos tudo o que o dinheiro não pode comprar. | ” |

Golpe de Sorte é uma série com ADN nacional, realista e repleta de suspense, que revela a cada episódio mais um pedaço de uma narrativa que explora a fundo as emoções humanas: ambição, amor, inveja, desejo de vingança, luxúria e compaixão conjugam-se para criar uma trama surpreendente, capaz de prender a atenção do público do primeiro ao último minuto.

## Elenco
| Ator/Atriz        | Personagem                                                                        | Temporada       | Temporada       | Temporada       | Temporada       |
| Ator/Atriz        | Personagem                                                                        | 1               | 2               | 3               | 4               |
| ----------------- | --------------------------------------------------------------------------------- | --------------- | --------------- | --------------- | --------------- |
| Maria João Abreu  | Maria do Céu Garcia                                                               | Principal       | Principal       | Principal       | Principal       |
| Dânia Neto        | Sílvia Mira / Miriam Barbosa Sousa Vale (nome falso) / Madre Dolores (nome falso) | Principal       | Principal       | Principal       | Principal       |
| Dânia Neto        | Andreia Mira                                                                      | Does not appear | Does not appear | Does not appear | Principal       |
| Jorge Corrula     | Rafael Garcia Toledo / Caio Amaral Garcia / Jorge Montalvão (nome falso)          | Principal       | Principal       | Principal       | Principal       |
| Manuela Maria     | Preciosa Toledo                                                                   | Principal       | Principal       | Principal       | Principal       |
| José Raposo       | José Luís Toledo                                                                  | Principal       | Principal       | Principal       | Principal       |
| Isabela Valadeiro | Telma Alexandra Garcia                                                            | Principal       | Principal       | Principal       | Principal       |
| Ângelo Rodrigues  | Bruno Garcia                                                                      | Principal       | Principal       | Principal       | Principal       |
| Carolina Carvalho | Jéssica Toledo Garcia                                                             | Principal       | Principal       | Principal       | Principal       |
| Diana Chaves      | Leonor Alves Craveiro / Alice Barreto (nome falso)                                | Recorrente      | Principal       | Principal       | Does not appear |
| Pedro Barroso     | José Núncio Castro                                                                | Does not appear | Does not appear | Does not appear | Principal       |
| Madalena Almeida  | Lara de Jesus                                                                     | Does not appear | Does not appear | Does not appear | Principal       |
| Diogo Martins     | Fábio Guerreiro                                                                   | Does not appear | Does not appear | Does not appear | Principal       |
| Mariana Pacheco   | Rubi Ferraz                                                                       | Does not appear | Does not appear | Does not appear | Principal       |

## Episódios

### 1.ª produção
| Resumo | Resumo | Episódios | Episódios | Originalmente exibido  | Originalmente exibido  |
| Resumo | Resumo | Episódios | Episódios | Estreia da temporada   | Final da temporada     |
| ------ | ------ | --------- | --------- | ---------------------- | ---------------------- |
|        | 1      | 27        | 27        | 27 de maio de 2019     | 28 de junho de 2019    |
|        | 2      | 52        | 52        | 1 de julho de 2019     | 9 de setembro de 2019  |
|        | 3      | 43        | 43        | 15 de setembro de 2019 | 10 de novembro de 2019 |

### 2.ª produção
| Resumo | Resumo    | Episódios | Episódios | Originalmente exibido  | Originalmente exibido   |
| Resumo | Resumo    | Episódios | Episódios | Estreia da temporada   | Final da temporada      |
| ------ | --------- | --------- | --------- | ---------------------- | ----------------------- |
|        | Telefilme | Telefilme | Telefilme | 21 de dezembro de 2019 | 21 de dezembro de 2019  |
|        | 4         | 116       | 116       | 14 de setembro de 2020 | 20 de fevereiro de 2021 |

## Produção
Foi anunciado que a série se iria chamar "Golpe de Sorte" e que seria da autoria de Vera Sacramento. Mais tarde, foi revelada a história e o logótipo da série.
Daniel Oliveira, diretor-geral de entretenimento e ficção, revelou que desejava fazer uma quarta temporada da série. Para dar seguimento à história, o destino de algumas personagens foi deixado em aberto para lhes poderem dar continuação. O ator José Raposo confirmou que a SIC iria mesmo fazer uma quarta temporada da série. A nova temporada da série incluirá um novo núcleo, os sucateiros.
O ator Jorge Corrula demonstrou o seu descontentamento com a nova temporada da série.
A quarta temporada da série tem como inspiração as novelas brasileiras Rainha da Sucata e Avenida Brasil.

### Escolha do elenco
Os primeiros nomes avançados para a série foram Diana Chaves, Ângelo Rodrigues, Jorge Corrula, Duarte Gomes e Ana Guiomar. Maria do Céu Guerra e Diogo Valsassina também foram um dos primeiros nomes avançados, mas não chegaram a entrar na série.
Com a transferência de Isabela Valadeiro para a SIC, foi revelado que a atriz ia estar no elenco principal da série. No dia seguinte, Maria João Abreu foi confirmada como protagonista principal na série.
Luciana Abreu era um dos nomes ligados ao projeto, mas foi afastada da série. A atriz ia interpretar a personagem Graciete Pompeu.
Foi revelado que a apresentadora Cristina Ferreira iria fazer uma participação especial na série.
O restante elenco completo da série foi revelado cerca de três semanas antes da estreia.
Foi revelado que Diana Chaves não iria participar na nova temporada.
Com a transferência de Pedro Barroso para a SIC foi revelado que o ator iria fazer parte da nova produção da série, sendo revelado mais tarde que seria o vilão principal da quarta temporada série.
Foi revelado que Raquel Tavares iria estar na nova temporada da série, estreando-se no papel de atriz. Também foi revelado no mesmo dia que Luís Aleluia iria participar na nova produção da série.
Durante O Programa da Cristina de 7 de fevereiro de 2020 foi revelado que Mariana Pacheco iria estar na nova temporada da série.
Os atores Martinho Silva, Carolina Frias, Madalena Almeida, Diogo Martins, Diogo Carmona, Bernardo Lobo Faria, Luís Simões, Margarida Carpinteiro e Sílvia Chiola foram confirmados para estar na nova temporada da série. Mais tarde, foram reveladas todas as novas personagens que estariam na nova temporada da série.
A 11 de julho de 2020 foi revelado que o ator Rúben Gomes iria estar na nova temporada da série, e que a sua personagem vai entrar para pôr em causa a relação entre a Maria do Céu e o José Luís, vivendo um romance com Maria do Céu.
Na nova temporada, é revelado que a personagem Sílvia, tem uma irmã gémea que vai aparecer na história e que irá fazer tremer a relação com Caio, já que Sílvia acabou por se redimir e assumir um lado mais humano, e a irmã acabaria por ser a nova grande vilã da série.

### Gravações
As gravações da primeira produção começaram a 15 de abril de 2019 e terminaram a 2 de agosto de 2019. Foram gravados 107 episódios de produção divididos por 3 temporadas (30 (T1) + 52 (T2) + 25 (T3)).
As gravações da segunda produção começaram a 3 de fevereiro de 2020 e terminaram a 31 de julho de 2020. Durante os dias 3 e 4 de agosto decorreram as gravações das promos e do genérico da quarta temporada da série. Foram gravados 75 episódios de produção.
A vila fictícia Alvorinha foi gravada no Gradil e decorreram as restantes gravações nos estúdios da Coral Europa.

### Pandemia de COVID-19: interrupção, mudanças na história e regresso às gravações
Devido ao surto de pandemia de COVID-19, a SIC suspendeu as gravações da quarta temporada de Golpe de Sorte a 13 de março de 2020. Durante a pausa, foram definidos diversos protocolos de segurança para o regresso às gravações ainda em 2020, sendo retomadas as gravações a 27 de maio.

## Exibição
A promoção de Golpe de Sorte começou a 9 de abril de 2019, sem uma menção direta à série,
começando a promoção direta a 15 de abril de 2019. Rodrigo Leão foi anunciado como o compositor do tema de abertura a 16 de maio, tendo sido revelado mais tarde que o instrumental escolhido foi "Espiral". Cerca de uma semana antes da estreia foi revelado o genérico da série, no fim de um dos especiais do talk-show O Programa da Cristina para promover a série.
Originalmente, a quarta temporada da Golpe de Sorte estava planeada para substituir a primeira temporada de Nazaré no segundo trimestre de 2020. Porém, devido à crise global causada pelo novo coronavírus (COVID-19) a estreia da quarta temporada foi adiada para setembro de 2020, acabando por substituir a 1.ª parte de Amor de Mãe. A quarta temporada da série começou a ser promovida a 13 de agosto de 2020, tendo estreado a 14 de setembro de 2020 e terminado a 20 de fevereiro de 2021. Para acompanhar o final da novela, a SIC revelou ter preparado um especial de despedida da novela a 20 de fevereiro de 2021, data da transmissão do último episódio, apresentado pelos atores Maria João Abreu, Dânia Neto, Jorge Corrula e José Raposo da série no programa Estamos em Casa.

### Transmissão na OPTO
As primeiras 3 temporadas da série foram disponibilizadas com os seus 107 episódios de produção a 24 de novembro de 2020 na OPTO. Já a temporada 4, também foi disponibilizada a partir de 24 de novembro de 2020, mas com todos os seus episódios de exibição na SIC disponibilizados até a data, passando a ter antestreias com um ou vários dias de antecedência à emissão dos episódios seguintes, sendo o último episódio disponibilizado a 19 de fevereiro de 2021, um dia antes do fim da série.

### Repetição em homenagem aMaria João Abreu
Com a morte inesperada de Maria João Abreu a 13 de maio de 2021, a protagonista principal da série, a SIC decidiu reestrear dois dias depois a série. Reestreou a 15 de maio de 2021 com 10.5 de audiência e 21.7% de share, a série protagonizada pela malograda atriz Maria João Abreu teve um pico de 12.5/23.6%.

### Exibição internacional
| País    | Canal    | Título adaptado  | Estreia            | Final                | Ref.   |
| ------- | -------- | ---------------- | ------------------ | -------------------- | ------ |
| Rússia  | Fenix TV | CЧACTЛИЫЙ CЛУЧAИ | 6 de março de 2020 | 2020                 | [ 56 ] |
| Polónia | TVP      | Uśmiech losu     | 7 de julho de 2020 | 19 de agosto de 2020 | —      |
| Sérvia  | PRVA     | —                | 2021               | —                    | —      |

## Músicas
| Tema                            | Intérprete(s)                            | Temporada | Temporada | Temporada | Temporada | Notas                 |
| Tema                            | Intérprete(s)                            | 1         | 2         | 3         | 4         | Notas                 |
| ------------------------------- | ---------------------------------------- | --------- | --------- | --------- | --------- | --------------------- |
| "Espiral"                       | Rodrigo Leão                             | Sim       | Sim       | Sim       | Sim       | Tema do genérico      |
| "Fera Ferida"                   | Raquel Tavares                           | Sim       | Sim       | Sim       | Não       | —                     |
| "A Dança"                       | Tiago Nacarato                           | Sim       | Sim       | Sim       | Não       | —                     |
| "Eu Consigo"                    | Dengaz e Agir                            | Sim       | Sim       | Sim       | Não       | Tema de Caio e Sílvia |
| "O Problema É Que Ela É Linda"  | David Carreira ft. Deejay Télio, Mc Zuka | Sim       | Sim       | Sim       | Não       | Tema de Jéssica       |
| "A Minha Mãe Está Sempre Certa" | Os Quatro e Meia                         | Sim       | Sim       | Sim       | Não       | —                     |
| "Concordância"                  | Deolinda                                 | .         | .         | .         | .         | —                     |
| "Eu Não Sei Quem Te Perdeu"     | Pedro Abrunhosa                          | Sim       | Sim       | Sim       | Não       | Tema de Céu e Zé Luís |
| "Renascer"                      | Lúcia Moniz                              | Sim       | Sim       | Sim       | Não       | —                     |
| "Se Foi Amor"                   | Xave                                     | Sim       | Sim       | Sim       | Não       | —                     |
| "O Teu Nome"                    | Miguel Gameiro e Mariza                  | Sim       | Sim       | Sim       | Não       | —                     |
| "A Garagem da Vizinha"          | Quim Barreiros                           | Sim       | Sim       | Sim       | Não       | —                     |
| "Pai da Criança"                | Chave D'Ouro                             | Sim       | Sim       | Sim       | Não       | —                     |
| "Depois de Ti"                  | Tony Carreira                            | Sim       | Sim       | Sim       | Não       | —                     |
| "Dia de Folga"                  | Ana Moura                                | Sim       | Sim       | Sim       | Não       | —                     |
| "A Vaca de Fogo"                | Madredeus                                | Sim       | Sim       | Sim       | Sim       | Tema de Preciosa      |
| "Pudim"                         | Kumpania Algazarra                       | Sim       | Sim       | Sim       | Não       | Tema de Horácio       |
| "Tomo Conta Desta Tua Casa"     | Virgem Suta                              | Sim       | Sim       | Sim       | Não       | —                     |
| "Maravilhoso Coração"           | Marco Paulo                              | Sim       | Não       | Não       | Não       | —                     |
| "Coração Não Tem Idade"         | Toy                                      | Não       | Sim       | Sim       | Sim       | —                     |
| "Castelo de Cartas"             | João Paulo Rodrigues                     | Não       | Não       | Não       | Sim       | —                     |
| "Trégua"                        | Tiago Bettencourt                        | Não       | Não       | Não       | Sim       | —                     |
| "De Mulher para Mulher"         | Ágata e Romana                           | Não       | Não       | Não       | Sim       | —                     |
| "Há uma Festa Aqui ao Lado"     | João Morais (O Gajo)                     | Não       | Não       | Não       | Sim       | —                     |
| "Se Eu"                         | Fernando Daniel e Melim                  | Não       | Não       | Não       | Sim       | —                     |
| "Pega em Mim"                   | Márcia                                   | Não       | Não       | Não       | Sim       | —                     |
| "Para Ti"                       | Luísa Sobral                             | Não       | Não       | Não       | Sim       | —                     |
| "Dá-me um Beijinho"             | Sons do Minho                            | Não       | Não       | Não       | Sim       | —                     |
| "Mariquita"                     | Kumpania Algazarra                       | Não       | Não       | Não       | Sim       | —                     |
| "Vento"                         | Stereossauro e Gisela João               | Não       | Não       | Não       | Sim       | —                     |
| "Silêncio"                      | Diogo Piçarra                            | Não       | Não       | Não       | Sim       | —                     |
| "Frida"                         | April Ivy                                | Não       | Não       | Não       | Sim       | —                     |
| "Só Deus Sabe"                  | Kappa Jotta                              | Não       | Não       | Não       | Sim       | —                     |

## Audiências
| Temporada | Episódios | Estreia                | Estreia       | Final                   | Final         | Audiência em média (pontos) |
| Temporada | Episódios | Data                   | Aud. (pontos) | Data                    | Aud. (pontos) | Audiência em média (pontos) |
| --------- | --------- | ---------------------- | ------------- | ----------------------- | ------------- | --------------------------- |
| 1         | 27        | 27 de maio de 2019     | 14,0          | 28 de junho de 2019     | 11,4          | 11,7                        |
| 2         | 52        | 1 de julho de 2019     | 12,8          | 9 de setembro de 2019   | 15,9          | 11,9                        |
| 3         | 43        | 15 de setembro de 2019 | 13,8          | 10 de novembro de 2019  | 14,9          | 12,8                        |
| 4         | 116       | 14 de setembro de 2020 | 13,1          | 20 de fevereiro de 2021 | 13,3          | 7,5                         |

Foi uma das séries mais vistas de sempre da SIC, garantindo a liderança no seu período de exibição (2019-2021), sendo apenas na última temporada que teve resultados bem abaixo dos números alcançados pelas temporadas anteriores. Calculando a média ponderada das quatro temporadas, “Golpe de Sorte” terminou com uma média final de 11,0 de audiência e 25,4% de share.

## Prémios
Troféus de Televisão TV 7 Dias/Impala
| Ano  | Categoria    | Resultado |
| 2020 | Melhor Série | Venceu    |
| 2021 | Melhor Série | Venceu    |